# Xanana Gusmão
Kay Rala Xanana Gusmão GCL CNZM (phát âm tiếng Bồ Đào Nha: [kaj ˈɾalɐ ʃɐˈnɐnɐ ɣuʒˈmɐ̃w̃], tên khai sinh là José Alexandre Gusmão, IPA: [ʒuˈzɛ ɐlɨˈʃɐ̃dɾɨ], vào ngày 20 tháng 6 năm 1946) là một chính trị gia Đông Timor. Ông nguyên là một chiến binh, đã trở thành Tổng thống đầu tiên của Đông Timor, giữ chức vụ này từ tháng 5 năm 2002 đến tháng 5 năm 2007. Ông cũng là Thủ tướng Đông Timor từ ngày 8 tháng 8 năm 2007. Tháng 02 năm 2015 là bộ trưởng kế hoạch và chiến lược đầu tư.

## Cuộc đời và sự nghiệp ban đầu
Gusmão có phụ mẫu là giáo viên người mestiço (hợp chủng Bồ Đào Nha-Timor) tại Manatuto thuộc Timor thuộc Bồ Đào Nha, và theo học tại một trường trung học Dòng Tên ở ngay bên ngoài Dili. Sau khi phải rời bỏ trường trung học vì lý do tài chính ở tuổi 15, ông đã làm các công việc phổ thông khác nhau, trong khi tiếp tục việc học tập tại lớp học ban đêm. Năm 1965, vào tuổi 19, ông gặp Emilia Batista, người sau này sẽ trở thành phu nhân của ông. Biệt danh "Xanana" của ông bắt nguồn từ tên ban nhạc rock and roll Sha Na Na của Hoa Kỳ, và ban nhạc này lại lấy tên theo phần lời trữ tình từ một bài hát doo-wop năm 1957 của nhóm nhạc the Silhouette.
Năm 1966, Gusmão có được một vị trí trong ngành dân chính, điều này cho phép ông có thể tiếp tục việc học tập. Tuy nhiên, việc này đã bị gián đoạn vào năm 1968 khi Gusmão phải thực hiện nghĩa vụ quân sự trong Lục quân Bồ Đào Nha. Ông phục vụ ba năm trong quân ngũ, được thăng cấp hạ sĩ. Trong thời gian này, ông kết hôn với Emilia Batista, rồi cùng bà có một người con trai tên Eugenio, và một người con gái tên Zenilda. Sau này, ông đã ly dị Emilia, và vào năm 2000, ông đã kết hôn với một người Úc là Kirsty Sword, và có ba người con trai với bà: Alexandre, Kay Olok và Daniel. Năm 1971, Gusmão hoàn thành nghĩa vụ quân sự, con trai ông ra đời, và ông bắt đầu tham gia một tổ chức dân tộc chủ nghĩa do José Ramos-Horta đứng đầu. Trong ba thập niên sau đó, ông đã tham gia vào các hoạt động kháng nghị hòa bình nhằm vào chế độ thuộc địa.
Vào năm 1974 đã xảy ra chính biến tại Bồ Đào Nha, kết quả đã dẫn đến sự khởi đầu cho tiến trình phi thuộc địa hóa Timor thuộc Bồ Đào Nha, và một thời gian ngắn sau đó thì Toàn quyền Mário Lemos Pires đã công bố các kế hoạch nhằm tìm kiếm độc lập cho thuộc địa. Các kế hoạch đã được thảo để tổ chức cuộc tổng tuyển cử về quan điểm độc lập vào năm 1978. Trong suốt năm 1975, một cuộc đấu tranh nội bộ gay gắt đã diễn ra giữa các bè phái kình địch tại Timor thuộc Bồ Đào Nha. Gusmão đã có liên hệ sâu sắc với phái FRETILIN, và kết quả là ông bị phái đối địch là Liên minh Dân chủ Timor bắt và giam giữ vào giữa năm 1975. Tận dụng sự rối loạn nội bộ này, Indonesia đã ngay lập tức bắt đầu một chiến dịch gây mất ổn định, và thường xuyên tấn công vào Timor thuộc Bồ Đào Nha từ Tây Timor của Indonesia. Cuối năm 1975, phái FRETILIN đã giành được quyền kiểm soát Timor thuộc Bồ Đào Nha và Gusmão được trả tự do khỏi nhà tù. Ông được trao chức vụ Phát ngôn viên trong tổ chức FRETILIN. Ngày 28 tháng 11 năm 1975, FRETILIN tuyên bố nền độc lập của Timor thuộc Bồ Đào Nha với tên gọi "Cộng hòa Dân chủ Đông Timor", và Gusmão chịu trách nhiệm quay phim buổi lễ. Chín ngày sau đó, Indonesia xâm lược Đông Timor. Khi đó, Gusmão đang viếng thăm bạn vè bên ngoài Dili và ông đã chứng kiến cuộc xâm lược từ những ngọn đồi. Vài ngày sau, ông tìm kiếm gia đình mình.

## Indonesia chiếm đóng
Sau khi Indonesia lập ra "Chính phủ Lâm thời Đông Timor", Gusmão đã tham gia sâu vào các hoạt động kháng chiến. Trong những ngày đầu, Gusmão phải đi từ làng này sang làng khác để thu nhận ủng hộ và tân binh. Song sau khi FRETILIN trải qua một số thất bại lớn vào đầu thập niên 1980, Gusmão đã dời khỏi FRETILIN và ủng hộ các liên minh chủ trương ôn hòa khác, cuối cùng trở thành một đối thủ hàng đầu của FRETILIN. Đến giữa thập niên 1980, ông trở thành một nhà lành đạo lớn. Vào đầu thập niên 1990, Gusmão tham gia sâu và quản lý đối ngoại và truyền thông, và là người đã báo cho thế giới về thảm sát Santa Cruz xảy ra vào ngày 12 tháng 11 năm 1991. Gusmão đã trả lời phỏng vấn nhiều kên truyền thông lớn và thu được sự chú ý trên toàn thế giới.
Do có tầm ảnh hưởng ở mức cao, Gusmão trở thành một mục tiêu hàng đầu của chính phủ Indonesia. Một chiến dịch để bắt ông cuối cùng đã thành công vào tháng 11 năm 1992. Vào tháng 5 năm 1993, Gusmão đã bị xét xử, bị chính quyền Indonesia tuyên bố là có tội và bị tuyên án tù chung thân. Ông bị kết tội dựa theo Điều 108 của Bộ luật Hình sự Indonesia (nổi loạn), Điều luật số 12 năm 1951 (sở hữu súng bất hợp pháp) và Điều 106 (cố gắng chia cắt một phần lãnh thổ của Indonesia). Ông được phát biểu khi biện hộ cho mình và được cử một luật sư bào chữa trước khi bắt đầu phiên tòa. Tổng thống Suharto đã giảm án cho ông xuống còn 20 năm vào tháng 8 năm 1993. Mặc dù không được tự do cho đến cuối năm 1999, Gusmão đã lãnh đạo thành công cuộc kháng chiến từ trong nhà tù.

## Quá độ đến độc lập

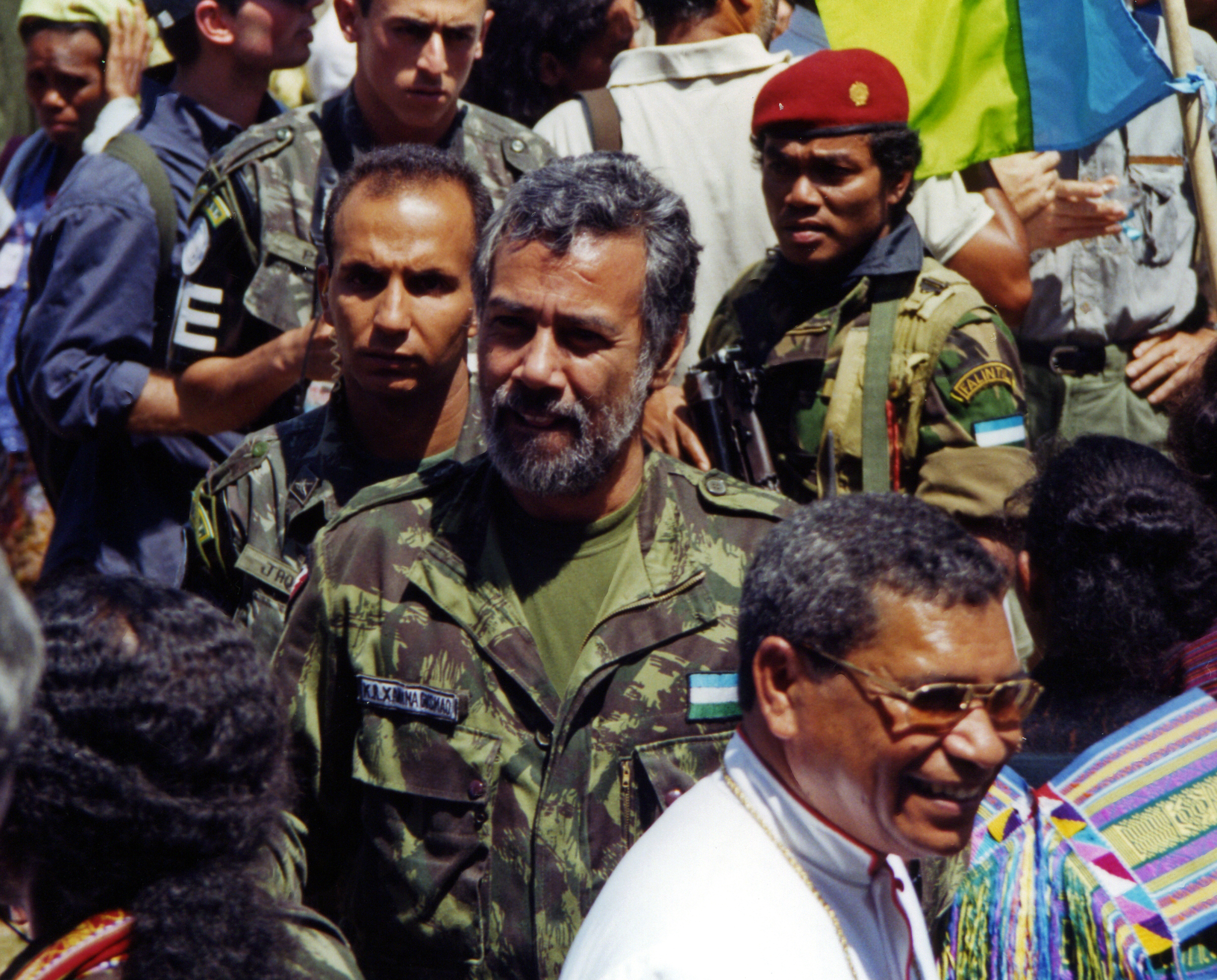
Gusmão trở về Aileu sau thời gian bị Indonesia giam giữ

Ngày 30 tháng 8 năm 1999, một cuộc trưng cầu dân ý đã được tổ chức tại Đông Timor và một đa số áp đảo đã bỏ phiếu muốn độc lập. Do kết quả từ những áp lực ngoại giao của Liên Hợp Quốc, sự xúc tiến từ phía Bồ Đào Nha từ cuối thập niên 1970 và của Liên Hợp Quốc cùng Úc trong thập niên 1990, một lực lượng gìn giữ hòa bình quốc tế do Liên Hợp Quốc phê chuẩn và do Úc đứng đầu (INTERFET) đã tiến vào Đông East Timor, và Gusmão cuối cùng đã được phóng thích. Khi trở về quê hương Đông Timor, ông bắt đầu một chiến dịch hòa giải và tái thiết.
Gusmão được bổ nhiệm vào một vị trí cấp cao trong chính quyền Liên Hợp Quốc tại Đông Timor cho đến ngày 20 tháng 5 năm 2002. Trong thời gian này, ông tiếp tục vận động cho thống nhất và hòa bình trong nội bộ Đông Timor, và thường được xem là một nhà lãnh đạo trên thực tế của quốc gia mới xuất hiện này. Các cuộc bầu cử được tổ chức vào cuối năm 2001 và Gusmão, nhận được sự tán thành của 9 đảng phái song không bao gồm FRETILIN, đã tranh cử với vị thế độc lập và thắng cử chức lãnh đạo. Do vậy, ông trở thành Tổng thống đầu tiên của Đông Timor khi quốc gia này chính thức độc lập vào ngày 20 tháng 5 năm 2002. Gusmão đã cho xuất bản một cuốn tự truyện với các tác phẩm được tuyển chọn có tựa đề To Resist Is to Win. Ông là người kể chuyện chính của bộ phim A Hero's Journey/Where the Sun Rises, một bộ phim tài liệu năm 2006 về ông và Đông Timor.

## Đông Timor độc lập

Gusmão với Tổng thống Brasil Dilma Rousseff

Ngày 21 tháng 6 năm 2006, Gusmão đã kêu gọi Thủ tướng Mari Alkatiri từ chức hoặc ông sẽ làm như vậy, viện lý rằng Alkatiri đã ra lệnh một đội du kích đi đe dọa và sát hại các kẻ thù chính trị của ông ta dẫn đến một phản ứng dữ dội. Các thành viên cấp cao của đảng FRETILIN đã tụ họp vào ngày 25 tháng 6 để thảo luận về tương lai của Alkatiri trong vai trò thủ tướng, giữa một cuộc biểu tình có sự tham gia của hàng nghìn người kêu gọi Alkatiri từ chức thay vì Gusmão. Alkatiri đã từ chức vào ngày 26 tháng 6 năm 2006 để chấm dứt tình trạng bất định. Ông nói về việc này: "Tôi tuyên bố rằng tôi sẵn sàng để từ bỏ vị trí thủ tướng chính phủ của mình...để tránh sự từ chức của Ngài Tổng thống Cộng hòa [Xanana Gusmão]." Những lời buộc tội 'đội du kích' chống lại Alkatiri sau đó đã bị một Uỷ ban Liên Hợp Quốc bác bỏ, ủy ban này cũng chỉ trích Gusmão đã có các phát biểu mang tính kích động trong cuộc khủng hoảng.
Gusmão đã từ chối chạy đua tranh cử một nhiệm kỳ nữa trong cuộc bầu cử tổng thống vào tháng 4 năm 2007. Vào tháng 3 năm 2007, ông nói rằng mình sẽ lãnh đạo Đại hội Quốc dân Tái thiết Đông Timor (CNRT) mới thành lập tham gia cuộc bầu cử nghị viện được lên kế hoạch tổ chức vào cùng năm, và nói rằng ông muốn trở thành thủ tướng nếu đảng của ông thắng cử. Kế nhiệm ông trong chức vụ Tổng thống là José Ramos-Horta vào ngày 20 tháng 5 năm 2007. CNRT đã về nhì trong cuộc bầu cử nghị viện vào tháng 6 năm 2007, sau FRETILIN, với 24,10% số phiếu với 18 ghế. Ông giành được một ghế trong nghị viện khi là cái tên đầu tiên trong danh sách ứng cử của CNRT. CNRT đã liên minh với các đảng phái khác để thành lập một liên minh chiếm đa số ghế trong nghị viện. Sau nhiều tuần tranh chấp trong liên minh này và FRETILIN về việc phe nào nên thành lập chính phủ, Ramos-Horta đã tuyên bố vào ngày 6 tháng 8 rằng liên minh do CNRT lãnh đạo sẽ thành lập chính phủ và rằng Gusmão sẽ trở thành thủ tướng vào ngày 8 tháng 6. Gusmão đã tuyên thệ nhậm chức tại dinh tổng thống ở Dili vào ngày 8 tháng 8.
Ngày 11 tháng 2 năm 2008, một đoàn xe hộ tống có chở Gusmão đã bị bắn vào khoảng một giờ sau khi Tổng thống José Ramos-Horta bị bắn vào bụng. Dinh thự của Gusmão cũng bị quân nổi dậy chiếm giữ. Theo AP, các sự kiện này có thể liên quan đến nỗ lực đảo chính; họ cũng được mô tả là có thể thực hiện các nỗ lực ám sát và bắt cóc.
Trong cuộc bầu cử Nghị viện vào ngày 7 tháng 7 năm 2012, đảng Đại hội Quốc dân Tái thiết Đông Timor của ông đã về nhất, giành được 36,66% tổng số phiếu bầu, tương đương với 31 trong tổng số 65 ghế trong nghị viện. Ngày 8 tháng 8 năm 2012, ông đã chính thức nhậm chức người đứng đầu chính phủ liên minh nhiệm kỳ thứ hai.